# Alphonse de La Buissonnière
 (février 2025).
Si vous disposez d'ouvrages ou d'articles de référence ou si vous connaissez des sites web de qualité traitant du thème abordé ici, merci de compléter l'article en donnant les références utiles à sa vérifiabilité et en les liant à la section « Notes et références ».
Alphonse de La Buissonnière, mort en décembre 1740, est un officier de l'armée royale française et gouverneur de la Haute-Louisiane.

## Biographie
Alphonse de La Buissonnière était contrôleur des fermes générales du roi de France en Provence. Il avait fait enregistrer ses armes de Noblesse en 1697.
Il était lieutenant dans l'armée royale de France en poste en Nouvelle-France depuis les années 1720. Il tomba amoureux d'une femme, Mademoiselle Marie-Thérèse Trudeau, mais son mariage fut refusé en toute conscience par le gouverneur colonial de la Louisiane française, Étienne Périer car un rapport, qui s'avéra un faux, laissa croire qu'il était déjà marié en France. En 1733, ils durent se marier en Floride espagnole dans la ville de Pensacola qui avait été à plusieurs reprises française.
Il fut par la suite nommé capitaine et fut l'adjoint du gouverneur du Pays des Illinois, Pierre d’Artaguiette. Il commanda à ses côtés lors des batailles contre les Amérindiens de la Nation des Chicachas.
En 1737, à la suite de la mort du gouverneur Pierre d’Artaguiette, tué l'année précédente par les Chicachas durant l'attaque d'un village amérindien, Alphonse de La Buissonnière fut nommé gouverneur à sa place. 
En 1739, il commanda une troupe importante de soldats composée de canadiens, de colons du pays de l'Illinois, de louisianais et des alliés amérindiens contre les Chicachas. Bien qu'une partie des troupes de La Buissonnière fut embourbée en raison des fortes pluies et que les maladies emportèrent de nombreux soldats, les Chicachas finalement demandèrent la paix qui fut établie avec le rituel du calumet de la paix. Les Chicachas furent fidèle à ce traité de paix jusqu'à la Guerre de Sept Ans qui débuta en 1756.
En décembre 1740, Alphonse de la Buissonnière, âgé de plus de 60 ans et de santé fragile , mourut subitement. Il fut remplacé au pied levé par Jean-Baptiste Benoit de Saint-Clair comme gouverneur par intérim avant la nomination en 1742 du gouverneur Claude de Bertet.